# Nowi centurionowie
Nowi centurionowie (ang. The New Centurions) – amerykański film kryminalny z gatunku neo-noir z 1972 roku w reżyserii Richarda Fleischera. Adaptacja powieści Josepha Wambaugha pod tym samym tytułem.

## Opis fabuły
Na fabułę filmu składają się obrazy z przebiegu służby grupy policjantów pewnego posterunku w Los Angeles. Dzień i noc z oddaniem wykonują oni swoją pracę. Na plan pierwszy wysuwają się zwłaszcza losy dwójki przyjaciół – Kilvinskiego i Fehlera. Kochają oni swoją pracę i są jej bez reszty oddani. Jednak dla obydwu przyjaciół kończy się to tragicznie. Kilvinski po odsłużeniu 25 lat pracy zmuszony jest odejść na emeryturę. Nie może sobie jednak znaleźć na niej miejsca. Życie bez munduru staje się dla niego w końcu nie do zniesienia i strzela sobie w usta z rewolweru. Fehler to również bez reszty oddany swojej pracy funkcjonariusz, spędzający całe noce w pracy. Jednak sytuacji takiej nie jest w stanie zaakceptować jego żona i w końcu odchodzi od niego zabierając córkę. Fehler zaczyna pić, nawet na służbie. Pewnego dnia, podczas rutynowej interwencji, spotyka pielęgniarkę imieniem Lorrie. Kobieta pamięta go z okresu, kiedy Fehler leżał ciężko postrzelony w szpitalu, a ona się nim opiekowała. Pomiędzy białym policjantem a czarnoskórą pielęgniarką bardzo szybko nawiązuje się nić sympatii. Policjant przestaje pić i wygląda na to, że odnalazł wreszcie sens życia. Niestety, podczas kolejnej, banalnej interwencji w awanturze domowej Fehler zostaje śmiertelnie postrzelony przez jednego z niezrównoważonych domowników.

## Obsada aktorska
- George C. Scott – Andy Kilvinski
- Stacy Keach – Roy Fehler
- Jane Alexander – Dorothy Fehler
- Scott Wilson – Gus Plebesly
- Erik Estrada – Sergio Duran
- Clifton James – Whitey
- James Sikking – sierż. Anders
- Rosalind Cash – Lorrie Hunt
- Carol Speed – Martha
- Isabel Sanford – Wilma
- Burke Byrnes – Phillips
- Charles H. Gray – Bethel
- Erik Estrada – Sergio
- William Atherton – Johnson
- Ed Lauter – Galloway
- Roger E. Mosley – aresztowany kierowca ciężarówki
- Dolph Sweet – sierż. Runyon
- Pepe Serna – młody Meksykanin
- Debbie Fresh – Rebecca Fahler
- Bea Tompkins – Silverpants
- Anne Ramsey – żona człowieka, który postrzelił Fehlera

i inni.